# ホッカイエビ
ホッカイエビ（北海海老、Pandalus latirostris）は、タラバエビ科に分類されるエビの一種。北西太平洋沿岸部の海岸の藻場に生息するエビで、食用に漁獲される。本種の学名に関しては、これまで Pandalus kessleri が用いられてきたが、Holthuis (1995) は学名の再検討を行い、本種の学名を Pandalus latirostris とすることを提唱した。
図鑑等の科学書では標準和名としてホッカイエビと呼ばれるが、商業流通上ではホッカイシマエビ（北海縞海老）または単にシマエビ（縞海老）とも呼ばれる。また、漁業法にかかる水産庁長官通達ではほくかいえびとされていることから、漁業権免許状等の公文書では専ら「ほくかいえび」が用いられている。

## 特徴
体長は8-13cmほど。全身が黄緑色と緑褐色の縦じま模様で、「シマエビ」の別名もこの体色に由来する。額角は長いが上方にはあまり反り返らず、前方にまっすぐ伸びる。体は紡錘形で、甘えびと呼ばれるホッコクアカエビよりも太い体型をしている。甲はわりと硬い。
宮城県以北の北日本、日本海北部、オホーツク海沿岸に分布する。日本国外では樺太南部やウラジオストック周辺にも分布するが、世界的に見て特に多く生息しているのは、北海道の東部である。タラバエビ類は深海に生息するものが多いが、ホッカイエビは内湾の海岸部にあるアマモやスガモの藻場に生息する。特徴的なしま模様はアマモの茂みに紛れる保護色となる。食性は雑食性で、小さな甲殻類や貝類を捕食する一方で、植物も摂食する。
北海道では秋（8月下旬から9月）が産卵期で、直径2mm前後の球形の卵を一度に200-300個ほど産卵する。メスは受精卵を腹にある脚（腹肢）に付着させて、孵化するまで約9ヶ月間、抱卵する。したがって卵から子供が孵化するのは翌年の5月末から6月初めである。一般的な海産無脊椎動物とは異なり、ホッカイエビの幼生は浮遊幼生期を持たずに直達発生で孵化するので、海域間での分散範囲が乏しい。
他のタラバエビ属のエビと同様に雄性先熟の性転換を行うので、若い個体はまずオスとなり、体長でおおよそ10cm以上に成長するとメスに性転換する。ただし、性転換する体長は年によって変化し、その年の成長や周囲の状況（オスとメスの割合など）に応じている。食用とされているものは、ほとんどすべて性転換後のメスである。寿命は3-4年ほどと考えられるが、高齢のメスのほとんどが漁獲されるため、実際の寿命は不明である。

## 利用

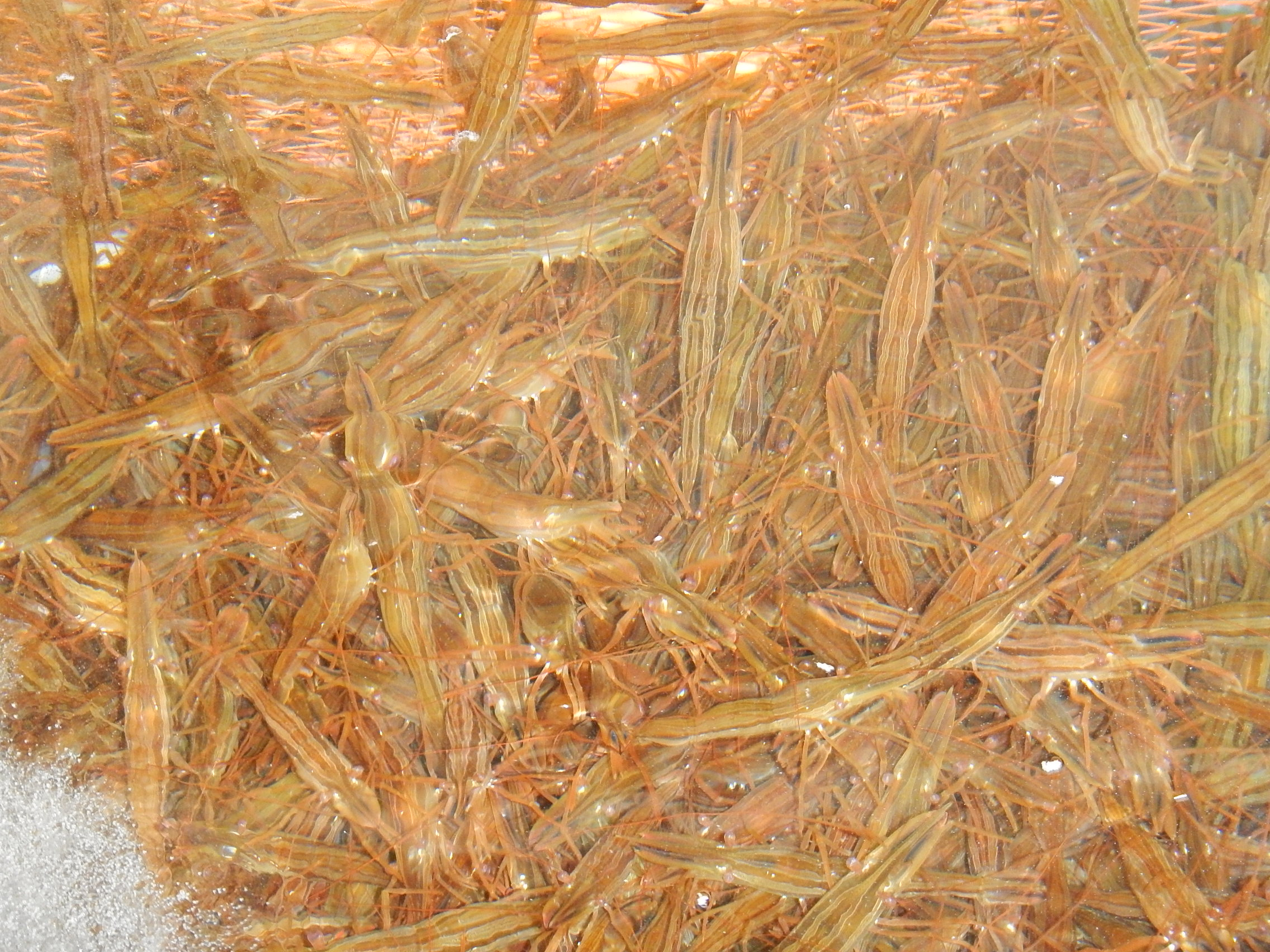
食用に捕獲されたホッカイエビ

生息域では重要な漁業対象の一つで、日本でも漁業法によって第一種共同漁業権対象魚種に指定されている。主たる産地は北海道東部で、特にオホーツク海沿岸の能取湖（網走市）、サロマ湖（北見市常呂町、佐呂間町、湧別町）、太平洋沿岸の野付湾（別海町）での生産量が多い。特に野付湾での漁法は、漁場のアマモを傷つけないよう帆掛け舟により動力を用いない打瀬網漁業で、その漁獲風景は野付湾の初夏の風物詩となっている。
多くの地域では、7月を中心に、主にかご漁業により漁獲される。身は美味だがエビ自身の筋肉中の消化酵素の働きで鮮度が落ちやすいため、サロマ湖や能取湖等の多くの地域では漁獲後、ただちにそれぞれの漁家の加工場で茹で上げる。漁獲されたあと生きたまま魚市場へ運ばれる場合もあるが、競り落とされてから十数分のうちにほぼ全量が茹でエビに加工される。新鮮なものは茹でると縞模様を残したまま赤色に変わる。加工場では単純な塩茹でのみを行うため、塩加減が味を大きく左右すると言われる。1キロあたりの単価は3,000円前後で取引されることが多く、10,000円を超すこともある。キロ単価がきわめて高い甲殻類の一種である。
乱獲による資源変動が大きく、特に野付湾では湾周辺を牧場開発したことにより資源の枯渇に見舞われたこともあったが、現在は漁期を制限したり漁具の網目を大きくする、植樹を行うなど、地域や漁協によって資源管理が進められている。厚岸湾でも資源量が減っていたが、資源管理の徹底に加えて、加工技術の見直しを行うことでブランド化されている。ただし、ほとんどの場合、エビ資源がなぜ変動するのかは正確に理解されていない。